# Cái chết của Muhammad al-Durrah
Ngày 30 tháng 9 năm 2000, trong ngày thứ hai của phong trào Intifada lần thứ hai, Muhammad al-Durrah (tiếng Ả Rập: محمد الدرة, Muḥammad ad-Durra), 12 tuổi, bị giết chết ở dải Gaza trong một loạt các cuộc biểu tình và bạo động chống lại lực lượng Phòng vệ Israel trong địa phận Palestine. Talal Abu Rahma, một người quay phim tự do gốc Palestine thuộc đài truyền hình France 2, đã ghi hình lại Jamal al-Durrah và con trai Muhammad của ông trong một cuộc đột kích giữa quân đội Israel và lực lượng an ninh Palestine. Đoạn ghi hình cho thấy hai cha con cúi người đằng sau một trụ bê tông, đứa con đang khóc và người cha vẫy tay, theo sau là một tiếng nổ súng và bụi bay tứ tung. Muhammad bị bắn trọng thương, ngã người xuống và tử vong ngay sau đó.
Đoạn phim dài 59 giây được chiếu trên truyền hình ở Pháp và được thuyết minh bởi cục trưởng văn phòng đài truyền hình tại Israel Charles Enderlin. Dựa trên thông tin từ người quay phim, Enderlin tường thuật rằng hai cha con al-Durrah đã trở thành mục tiêu của vụ nổ súng của Israel và đứa con trai đã bị bắn chết. Sau lễ tang công khai của cậu bé, Muhammad được giới Ả Rập mệnh danh là một tử đạo (shaheed).
Lực lượng Phòng vệ Israel lúc đầu nhận trách nhiệm về cuộc đột kích, khai nhận rằng người Palestine đã sử dụng trẻ em làm bia đỡ đạn, nhưng sau đó rút lại lời cam kết trách nhiệm. Đoạn phim của Enderlin sau đó bị chỉ trích vì có nghi ngờ về tính xác thực. Những phóng viên Pháp sau khi xem đoạn phim gốc đã nói rằng France 2 đã cắt xén những giây cuối cùng lúc Muhammad đưa tay ra khỏi mặt. Mặc dù họ thừa nhận cái chết của Muhammad, song đoạn phim đã không cho thấy đứa bé thật sự chết. Năm 2005, biên tập viên thời sự của France 2 nói rằng không ai biết chắc chắn ai là người đã nổ súng. Các bình luận viên khác, cụ thể là bình luận viên truyền thông người Pháp Philippe Karsenty, đã buộc tội France 2 dàn dựng đoạn phim. France 2 sau đó khởi kiện Philippe vì tội phỉ báng và ông bị toà án thượng tố Paris xử phạt €7.000. Tháng 5 cùng năm đó, chính quyền Israel tán thành với ý kiến của Karsenty. Jamal al-Durrah và Charles Enderlin phản bác kết luận của Israel và kêu gọi một cuộc điều tra độc lập quốc tế.
Đoạn phim ghi lại hai cha con al-Durrah có tác động lớn đối với tình hình chính trị Israel-Palestine. Tem thư ở Trung Đông được in lên hình ảnh của hai cha con. Abu Rahma được trao tặng nhiều giải thưởng danh giá trong ngành phóng viên nhờ dũng cảm đưa tin về vụ nổ súng, trong đó có giải Rory Peck năm 2001.

## Bối cảnh

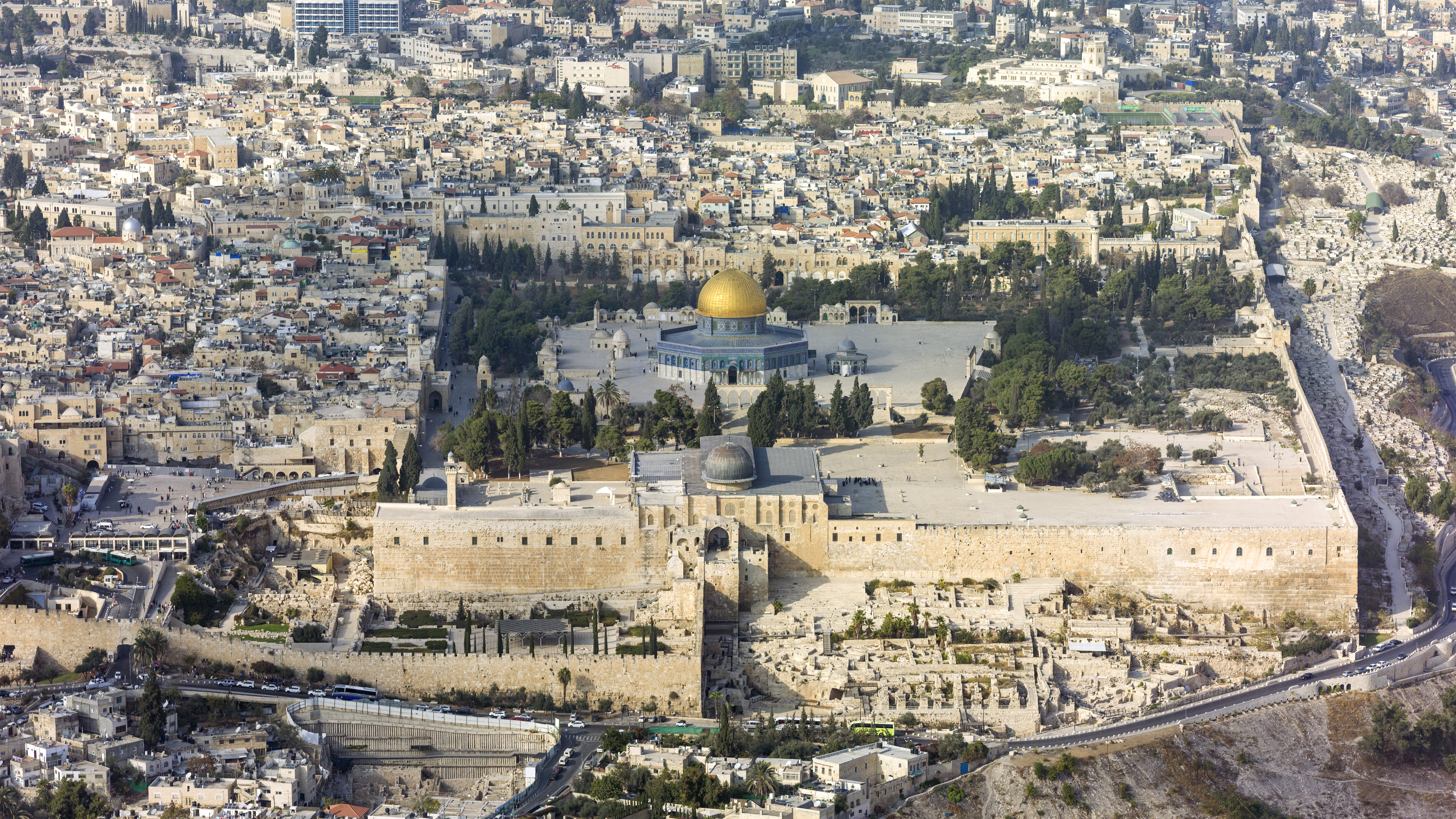
Núi Đền nhìn từ trên cao

Ngày 28 tháng 9 năm 2000, hai ngày trước vụ nổ súng, lãnh đạo phe đối lập Israel Ariel Sharon đến viếng thăm Núi Đền, một thánh địa đang bị tranh chấp ở thành phố cổ Jerusalem. Đây là nơi rất quan trọng và nhạy cảm đối với cả Do Thái giáo và Hồi giáo. Mặc dù cuộc bạo động xảy ra sau đó có thể bắt nguồn từ các sự kiện khác, cuộc viếng thăm đó đã được xem như ngòi kích nổ các cuộc biểu tình leo thang thành bạo động rộng khắp Bờ Tây và Dải Gaza. Cuộc bạo động này được biết đến với cái tên "Phong trào Intifada lần thứ hai", kéo dài suốt bốn năm và cướp đi sinh mạng của khoảng 4.000 người, trong đó có hơn 3.000 người Palestine.
Giao lộ Netzarim, nơi vụ nổ súng xảy ra, được người dân địa phương gọi là "giao lộ al-Shohada" (giao lộ của những tử đạo). Giao lộ nằm trên đường Saladin, cách Dải Gaza vài cây số về phía nam. Xung đột tại giao lộ bắt nguồn từ khu định cư Netzarim ở gần đó, là nơi cư trú cho 60 gia đình Israel cho đến khi lệnh rút khỏi dải Gaza năm 2005 của Israel được ban hành. Những người định cư luôn được hộ tống với bộ đội mỗi khi họ ra vào khu định cư và được tiền đồn quân sự Magen-3 của Israel canh giữ. Khu vực này thường xuyên xảy ra bạo lực nhiều ngày trước khi vụ nổ súng xảy ra.

## Người liên quan

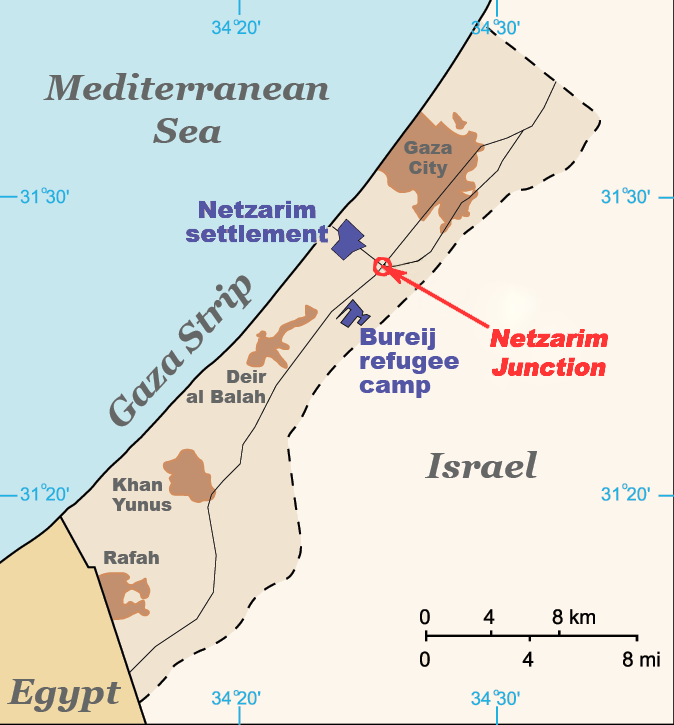
Bản đồ giao lộ Netzarim, trại tị nạn Bureij và khu định cư Netzarim

### Jamal và Muhammad al-Durrah
Jamal al-Durrah (tiếng Ả Rập: جمال الدرة, Jamāl ad-Durra; sinh k. năm 1963) là một thợ mộc và thợ sơn nhà trước khi vụ nổ súng xảy ra. Kể từ đó, ông chuyển sang nghề lái xe tải vì bị thương. Ông và vợ của ông, Amal, sống trong trại tị nạn Bureij được UNRWA tài trợ ở dải Gaza. Đến năm 2013, gia đình ông có bốn đứa con gái và sáu con trai, trong đó có đứa con trai được đặt tên Muhammad hai năm sau vụ nổ súng.
Trước khi xảy ra vụ nổ súng, Jamal làm việc cho thầu khoán người Israel Moshe Tamam trong 20 năm, kể từ ông mới 14 tuổi. Nhà văn Helen Schary Motro biết đến Jamal khi cô thuê ông để sửa nhà ở Tel Aviv. Cô miêu tả lịch trình làm việc của Jamal rằng ông dậy lúc 3:30 sáng để bắt xe buýt và đến cửa khẩu lúc 4 giờ, sau đó bắt chiếc xe buýt thứ hai để rời khỏi dải Gaza và đến nơi làm việc lúc 6 giờ. Tamam gọi ông là một "người đàn ông tuyệt vời", một người mà ông có tin tưởng để làm việc một mình trong nhà của khách hàng.
Muhammad Jamal al-Durrah (sinh năm 1988) học lớp năm, nhưng trường học của cậu bé bị đóng cửa vào ngày 30 tháng 9 năm 2000 do chính quyền Dân tộc Palestine kêu gọi một cuộc đình công để tưởng niệm cuộc bạo động xảy ra ở Jerusalem một ngày trước đó. Mẹ của Muhammad nói rằng cậu bé xem bạo động đang diễn ra trên tivi và hỏi mẹ cho cậu tham gia được không, nhưng thay vào đó, cha và cậu bé lại đi đến buổi bán đấu giá xe hơi.  Motro viết rằng Jamal vừa mới bán một chiếc Fiat 1974, và Muhammad rất thích xe hơi nên cả hai cùng nhau đi đến buổi đấu giá.:54

### Charles Enderlin
Charles Enderlin sinh năm 1945 ở Paris. Ông bà của Enderlin là người Áo gốc Do Thái và phải rời nước Áo năm 1938 khi Đức xâm lược. Sau khi học một chút nghề y, ông đến sinh sống ở Jerusalem năm 1968 và trở thành công dân chính thức của Israel. Ông làm việc cho đài truyền hình France 2 năm 1981 và trở thành cục trưởng văn phòng đài truyền hình năm 1990 rồi nghỉ hưu năm 2015. Enderlin là tác giả của nhiều cuốn sách về Trung Đông, trong đó có một cuốn xuất bản năm 2010 nói về Muhammad al-Durrah mang tên Un Enfant est Mort: Netzarim, 30 Septembre 2000. Năm 2009, ông được trao tặng huân chương Bắc Đẩu Bội tinh, huân chương cao quý nhất của Nhà nước Pháp.
Theo lời của phóng viên Pháp Anne-Elisabeth Moutet, những tin tức về xung đột Israel–Palestine của ông Enderlin được các phóng viên khác đánh giá cao, nhưng thường xuyên bị các nhóm ủng hộ Israel chỉ trích. Sau khi đưa tin về cái chết của al-Durrah, ông nhận được nhiều lời doạ giết, vợ của ông bị hành hung giữa đường, và con của ông bị hăm doạ. Cả gia đình đều phải chuyển nhà đến nơi khác và còn có dự định nhập cư sang Hoa Kỳ.

## Báo cáo ban đầu

### Hiện trường ngày nổ súng
Vào ngày Rosh Hashanah (năm mới theo lịch Do Thái) khi lực lượng Israel nổ súng, tiền đồn hai tầng của lực lượng Phòng vệ Israel (IDF) tại giao lộ Netzarim được các binh sĩ Israel từ Trung đội Công binh Lữ đoàn Givati và Tiểu đoàn Herev canh giữ.. Theo lời của Enderlin, tất cả các binh sĩ đều là người Druze.
Tiền đồn hai tầng của IDF nằm ở phía tây bắc của giao lộ. Hai toà nhà sáu tầng của Palestine (còn được gọi là "Tháp đôi") nằm ngay phía sau của tiền đồn. Đối diện đường chéo từ IDF, tiền đồn của lực lượng An ninh Quốc gia Palestine nằm ở phía nam giao lộ, được chỉ huy bởi thành viên Hội đồng Quốc gia Palestine Brigadier-General Osama al-Ali. Bức tường bê tông nơi Jamal và Muhammad cúi người nằm ở phía trước tiền đồn này, cách điểm cực bắc của tiền đồn Israel không quá 120 m.
Ngoài đài truyền hình France 2, giao lộ Netzarim còn xuất hiện thêm đoàn ê-kíp của Associated Press và Reuters đến quay phim. Họ ghi lại được vài khoảnh khắc của cha con al-Durrah và Abu Rahma. Abu Rahma là phóng viên duy nhất ghi lại cảnh hai cha con al-Durrah bị bắn.

### Hai cha con al-Durrah tiến đến giao lộ, vụ nổ súng bắt đầu
Jamal và Muhammad đi taxi và tiến đến giao lộ Netzarim vào giữa trưa sau khi vừa quay về từ buổi bán đấu giá xe hơi. Tại giao lộ xảy ra một cuộc biểu tình, khi đó những người biểu tình ném đá vào tiền đồn Israel, và IDF đáp trả bằng hơi cay. Abu Rahma đang ghi hình cuộc biểu tình và phỏng vấn những người xung quanh, trong đó có Abdel Hakim Awad, lãnh đạo phong trào thanh niên Fatah ở dải Gaza. Cảnh sát chặn đường xe taxi của Jamal và Mohammed do có biểu tình, nên hai cha con bước xuống xe và đi bộ băng qua giao lộ. Ngay tại thời điểm đó, theo lời của Jamal, vụ nổ súng bắt đầu. Enderlin kể rằng phe Palestine đã nổ những phát súng đầu tiên và các binh sĩ Israel bắn đáp trả trở lại.
Jamal, Muhammad, người quay phim của Associated Press và Shams Oudeh, người quay phim của Reuters, tránh đạn đằng sau bức tường bê tông ở phía đông nam của giao lộ, đối diện chéo với tiền đồn Israel. Jamal, Muhammad và Shams Oudeh cúi mình đằng sau một trụ cống bê tông cao 0,91 m đang đặt cạnh bức tường. Bên trên trụ có một tấm đá dày che chắn cho hai cha con. Abu Rahma trốn đằng sau một chiếc xe buýt mini màu trắng bên kia đường, cách bức tường 15 m. Đoàn phim của Associated Press và Reuters ghi lại một vài khoảnh khắc của tiền đồn Israel phía trên Jamal và Muhammad rồi rời đi. Jamal và Muhammad không rời đi mà ở lại phía sau trụ bê tông trong suốt 45 phút. Enderlin cho rằng họ bị cứng đờ trong sợ hãi.

### Báo cáo từ France 2
Trong một bản khai có tuyên thệ ba ngày sau vụ nổ súng xảy ra, Abu Rahma viết rằng vụ nổ súng kéo dài trong suốt 45 phút và Rahma đã ghi hình lại 27 phút. (Thời gian vụ nổ súng được ghi lại trở thành chủ đề gây tranh cãi năm 2007 khi France 2 khai báo với phiên toà rằng chỉ quay lại được 18 phút.) Rahma bắt đầu ghi hình hai cha con Jamal và Muhammad khi ông nghe tiếng Muhammad khóc và thấy cậu bé bị bắn vào chân phải. Ông nói rằng đã quay lại cảnh hai cha con trong suốt sáu phút, sau đó gửi đoạn phim đó cho Enderlin ở Jerusalem thông qua vệ tinh. Enderlin cắt ghép đoạn phim xuống còn 59 giây và thuyết minh:
| “                  | 1500 giờ. Xung đột vừa nổ ra tại khu định cư Netzarim ở dải Gaza. Người Palestine đã bắn, người Israel đang đáp trả. Nhân viên cấp cứu, phóng viên, người đi đường bị dính vào vụ nổ súng. Tại đây, Jamal và con trai Mohammed của ông đã nằm trong tầm ngắm của các binh sĩ Israel. Mohammed mới mười hai tuổi, còn người cha đang cố bảo vệ cậu bé. Thêm một tiếng nổ súng. Mohammed đã chết, và người cha bị bắn trọng thương. | ” |
| — Charles Enderlin | |   |

Đoạn phim cho thấy Jamal và Muhammad đang cúi người xuống đằng sau trụ bê tông, đứa con đang la hét và người cha đang bảo vệ cậu bé. Jamal dường như la hét điều gì đó về phía người quay phim, rồi vẫy tay và la hét về phía tiền đồn Israel. Tiếng nổ súng vang lên và máy quay bị mất nét. Khi tiếng súng lắng xuống, Jamal bị thương và ngồi thẳng dậy, còn Muhammad nằm trên đùi của người cha. Enderlin cắt xén vài giây cuối cùng của đoạn phim ghi lại cảnh Muhammad đưa tay ra khỏi mặt. Đoạn bị cắt này đã trở thành nguồn cơn cho các tranh cãi về đoạn phim.
Đoạn phim gốc lúc này đột ngột dừng lại rồi bắt đầu trở lại, ghi hình nhiều người được đưa lên xe cứu thương. Tại thời điểm này trong bản báo cáo, Enderlin nói rằng: "Một cảnh sát Palestine và tài xế xe cứu thương cũng đã hi sinh trong trận chiến này". Bassam al-Bilbeisi, tài xế xe cứu thương trên đường tới hiện trường, đã ghi nhận đã bị bắn chết, để lại goá phụ và mười một đứa con. Abu Rahma kể rằng Muhammad đã nằm và chảy máu trong ít nhất 17 phút trước khi cả hai cha con được chở lên xe cứu thương. Ông nói ông không dám quay lại cảnh này vì máy quay của ông chỉ còn một cục pin. Abu Rahma ở lại giao lộ khoảng 30–40 phút cho đến khi mọi thứ an toàn để rời đi, rồi lái xe về trường quay ở thành phố Gaza để gửi đoạn phim cho Enderlin. Đoạn phim 59 giây được chiếu trên bản tin tối của đài truyền hình France 2 lúc 8:00 tối giờ địa phương (GMT+2). France 2 sau đó phát tán đoạn phim gốc khắp nơi trên thế giới miễn phí.

### Thương tích và lễ tang
Jamal và Muhammad được đưa bằng xe cứu thương đến bệnh viện Al-Shifa ở thành phố Gaza. Abu Rahma gọi điện cho bệnh viện và được báo rằng có ba thi thể đã được đưa đến, bao gồm một người lái xe jeep, một tài xe xe cứu thương, và một cậu bé – lúc đầu bị gọi nhầm tên là Rami al-Durrah.
Theo nhà bệnh lý học Abed El-Razeq El Masry, người đã khám nghiệm Muhammad, cậu bé đã bị bắn chí mạng vào vùng bụng. Năm 2002, ông đưa hình ảnh thi thể của Muhammad bên cạnh một bảng tên cho một phóng viên Đức Esther Schapira. Schapira cũng nhận được một đoạn phim từ một phóng viên Palestine, dường như ghi lại cảnh Muhammad được đưa vào bệnh viện trên một cái cáng. Trong một lễ tang công khai ở trại tị nạn Bureij, Muhammad được quấn trong lá cờ Palestine và đem đi chôn cất trước hoàng hôn vào ngày cậu bế mất, theo tục lệ truyền thống của Hồi giáo.
Jamal ban đầu được chuyển đến bệnh viện Al-Shifa ở Gaza. Một bác sĩ phẫu thuật cho Jamal, Ahmed Ghadeel, nói rằng Jamal bị bắn ở nhiều chỗ trên cơ thể, cụ thể là ở khuỷu tay phải, bắp đùi phải và phần dưới của cả hai chân; động mạch đùi của Jamal cũng bị đứt. Talal Abu Rahma quay phim lại buổi phỏng vấn Jamal và bác sĩ một ngày sau vụ nổ súng, khi đó Ghadeel cho Rahma xem hình chụp X quang khuỷu tay phải và xương chậu phải của Jamal. Moshe Tamam, thầu khoán người Israel của Jamal, đề nghị đưa ông đến bệnh viện ở Tel Aviv, nhưng chính quyền Palestine từ chối. Thay vào đó, Jamal được chở đến trung tâm Y tế King Hussein ở Anman, Jordan, nơi ông được Vua Abdullah đến thăm.:56 Jamal được báo cáo đã kể cho Tamam rằng ông đã bị bắn chín phát, có năm viên đạn đã được lấy ra ở Gaza và bốn viên ở Anman.

### Lời kể của Abu Rahma
Enderlin cáo buộc IDF đã bắn chết Muhammad dựa trên lời kể của người quay phim Talal Abu Rahma. Abu Rahma luôn có thái độ minh bạch trong các buổi phỏng vấn khi cho rằng chính người Israel đã nổ súng. Ví dụ, ông đã kể với báo The Guardian: "Họ đang dọn dẹp hiện trường. Dĩ nhiên là họ đã thấy người cha. Họ đang ngắm vào đứa con, và điều đó đã làm tôi ngạc nhiên, vâng, vì họ đã bắn cậu bé không phải một lần mà là nhiều lần". Ông nói rằng có phát súng nổ ra từ tiền đồn của lực lượng an ninh Quốc gia Palestine, nhưng họ đã không bắn khi Muhammad bị trúng đạn. Ông cho rằng bên Israel nhắm thẳng vào tiền đồn Palestine. Ông kể với Đài Phát thanh Công cộng quốc gia (NPR):
| “                 | Tôi thấy cậu bé bị thương ở chân, và người cha đang kêu cứu. Rồi tôi thấy ông ấy bị thương ở tay, người cha ấy. Người cha đang cầu xin xe cứu thương giúp đỡ, vì ông thấy có xe cứu thương ở đó. Tôi không thấy chiếc xe cứu thương nào cả… Tôi ở đó không xa lắm, chắc là đối mặt họ [Jamal và Muhammad] khoảng 15 mét, 17 mét. Nhưng người cha không thể gọi được xe cứu thương chỉ bằng cách vẫy tay. Ông ấy nhìn tôi và nói: "Cứu tôi với". Tôi đáp lại: "Tôi không thể, tôi không cứu anh được." Tiếng súng khi đó thật inh ỏi… Lúc đó giống như mưa đạn vậy, đến tận hơn 45 phút. Rồi… tôi nghe thấy tiếng gì đó, "Bùm!" Một đống bụi bay tứ tung. Tôi nhìn xuống cậu bé, tôi quay lại cậu bé đang nằm trong lòng của người cha, và người cha thì rất là, bị thương rất nặng, và ông ấy đang rất chóng mặt. Tôi nói: "Chúa ơi, cậu bé bị giết rồi, cậu bé bị giết rồi." Tôi la hét, tôi đang mất trí. Lúc tôi đang quay phim thì cậu ấy bị giết rồi… Tôi rất sợ, tôi rất buồn, tôi đã khóc, và tôi nhớ đến những đứa con của tôi… Đó là thứ tồi tệ nhất mà tôi từng chứng kiến trong sự nghiệp phóng viên của tôi. | ” |
| — Talal Abu Rahma | |   |

Abu Rahma đã khẳng định trong một bản khai có tuyên thệ rằng "đứa bé đã cố tình bị bắn chết một cách tàn nhẫn và người cha bị bắn trọng thương bởi quân đội Israel". Bản khai được giao cho Trung tâm Nhân quyền Palestine ở Gaza và được Abu Rahma ký tên dưới sự hiện diện của luật sư nhân quyền Raji Sourani.

### Phản hồi ban đầu của Israel

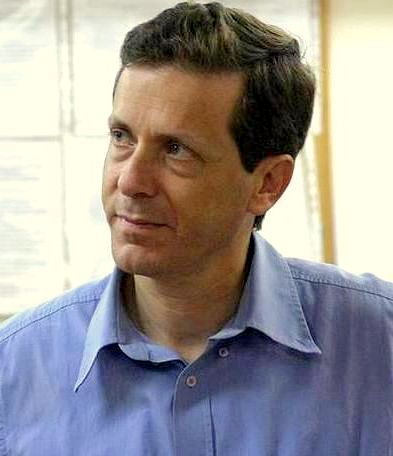
Isaac Herzog khi đó là Bộ trường Nội các Israel

Quan điểm của IDF thay đổi theo thời gian, chấp nhận trách nhiệm vào năm 2000 rồi rút lại trách nhiệm vào năm 2005. Phản ứng ban đầu của IDF khi được Enderlin liên lạc trước buổi phát sóng là cho rằng "người Palestine đã lợi dụng phụ nữ và trẻ em". Enderlin đã không phát sóng phản hồi này.
Ngày 3 tháng 10 năm 2000, thiếu tướng Giora Eiland, giám đốc phụ trách điều hành IDF, nói rằng một cuộc điều tra nội bộ đã chỉ ra rằng những phát súng nhắm vào hai cha con là do quân đội Israel. Những người lính, khi đó đang bị bắn, đã bắn qua các khe hở nhỏ trong bức tường của tiền đồn. Tướng lĩnh Yom-Tov Samia, khi đó là người đứng đầu Bộ chỉ huy phía Nam, cho biết họ có thể đã không có tầm nhìn tốt và đã bắn vào hướng mà họ cho là nơi phe Palestine đang bắn đến. Eiland đưa ra lời xin lỗi: "Đây là một tai nạn nghiêm trọng, một sự kiện mà chúng tôi rất lấy làm tiếc".
Theo lời của Bộ trưởng Nội các Israel Isaac Herzog, phe Israel đã cố gắng trong nhiều giờ để đàm phán với các chỉ huy Palestine, và cho rằng lực lượng an ninh Palestine có thể đã ngăn cản vụ nổ súng.

## Tranh cãi

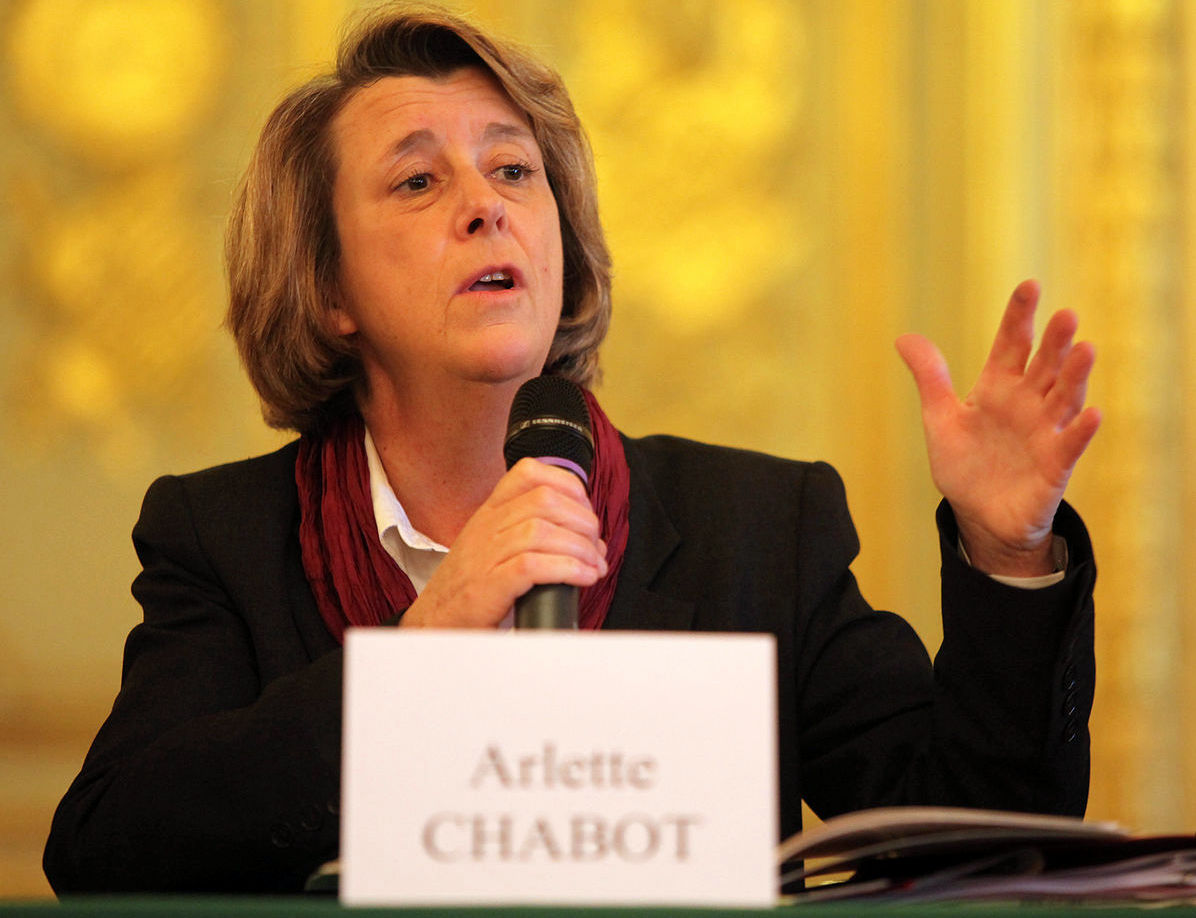
Biên tập viên thời sự Arlette Chabot cho rằng không ai biết chắc chắn ai là người đã nổ súng.

Bên cạnh quan điểm ban đầu cho rằng lực lượng Israel đã bắn chết Muhammad, có hai quan điểm khác cũng xuất hiện sau vụ nổ súng. Một quan điểm cho rằng do quỹ đạo đường đi của viên đạn, phát súng của Palestine có khả năng cao hơn là nguyên nhân gây ra cái chết của cậu bé. Quan điểm này được Denis Jeambar, tổng biên tập viên của báo L'Express, và Daniel Leconte, nguyên là phóng viên báo chí của France 2, đề ra vào năm 2005 sau khi họ được xem đoạn phim gốc. Quan điểm thứ ba được đề ra bởi Arlette Chabot, biên tập viên thời sự của France 2, cho rằng không ai biết chắc chắn ai là người đã nổ súng.
Một quan điểm thứ tư ít biết đến hơn cho rằng vụ việc đã được những người biểu tình Palestine dàn dựng để biến Muhammad, hoặc làm cho Muhammad trông giống như một cậu bé tử đạo. Những người theo dõi cái chết của Muhammad đặt tên cho quan điểm này là "cực đoan". Quan điểm cực đoan có hai dạng chính, một là hai cha con al-Durrah đã không bị bắn và Muhammad đã không chết, và hai là cậu bé bị cố tình bắn chết bởi người Palestine.
Quan điểm cho rằng cái chết của Muhammad được dàn dựng xuất hiện sau một cuộc điều tra chính quyền Israel vào tháng 11 năm 2000. Quan điểm này được ủng hộ hoàn toàn bởi Stéphane Juffa, tổng biên tập viên của hãng thông tấn Metula, một công ty thuộc Pháp-Israel; Luc Rosenzweig, nguyên là tổng biên tập viên của báo Le Monde và đã từng làm việc tại Metula; Richard Landes, nhà sử học người Mỹ có liên quan khi được Enderlin cho xem đoạn phim gốc trong chuyến thăm Jerusalem năm 2003; Philippe Karsenty, người sáng lập trang web truyền thông Pháp Media-Ratings; Gérard Huber, nhà phân tích tâm lý học Pháp; và Pierre-André Taguieff, triết gia người Pháp chuyên về chủ nghĩa bài Do Thái. Quan điểm này nhận được thêm sự ủng hộ vào năm 2013 từ cuộc điều tra chính quyền Israel lần thứ hai mang tên "cuộc điều tra Kuperwasser". Nhiều bình luận viên coi quan điểm này là một thuyết âm mưu cánh hữu và là một chiến dịch nhằm bôi nhọ Palestine.

### Tư liệu
- Schapira, Esther (2002), "Drei Kugeln und ein totes Kind: Wer erschoss Mohammed Al-Durah?", ARD. Lưu trữ bản gốc ngày 2 tháng 6 năm 2016.
- Hafner, Georg M. và Schapira, Esther (2009), "Das Kind, der Tod und die Wahrheit", Hessischer Rundfunk. Lưu trữ bản dốc ngày 2 tháng 6 năm 2016.